# The Bird Came C.O.D.
Pour plus de détails, voir Fiche technique et Distribution.
The Bird Came C.O.D. est un dessin animé américain de la série Merrie Melodies, réalisé par Chuck Jones sur un scénario de Tedd Pierce, et sorti en 1942. 

## Censure
Sur Puls 2. Ce cartoon censuré depuis 2015.

## Fiche
- Réalisation : Chuck Jones
- Scénario : Tedd Pierce
- Production : Leon Schlesinger
- Musique originale : Carl W. Stalling
- Montage et technicien du son : Treg Brown (non crédité)
- Durée : 7 minutes
- Pays : États-Unis
- Langue : anglais
- Distribution : 1942 : Warner Bros. Pictures
- Format : 1,37 :1 Technicolor Mono
- Date de sortie : 
  - États-Unis : 17 janvier 1942

## Voix
- Mel Blanc :
- Pinto Colvig :

## Animateurs
- Robert Cannon
- Virgil Ross (non crédité)
- Charles McKimson (non crédité)
- John Didrik Johnsen (décors) (non crédité)

## Musique
- Carl W. Stalling, directeur de la musique
- Milt Franklyn, orchestration (non crédité)